# Нікулін Юрій Володимирович
Ю́рій Володи́мирович Ніку́лін (рос. Никулин Юрий Владимирович; 18 грудня 1921, Демидов, Демидовський повіт, Смоленська губернія, РСФРР — 21 серпня 1997, Москва, Росія) — радянський та російський артист цирку, кіно. Народний артист СРСР (1973), Герой Соціалістичної Праці (1990). Учасник німецько-радянської війни. Здобув відомість завдяки циклу короткометражних фільмів Операція «И» та фільмам Леоніда Гайдая «Кавказька полонянка». Один з провідних акторів радянського кінематографу.

## Життєпис
Народився 18 грудня 1921 року в місті Демидов Смоленської губернії у театральній родині Володимира Андрійовича Нікуліна. Батько майбутнього актора та клоуна був актором пересувного театру революційного гумору.
У 1925 році сім'я Нікуліних переїхала до Москви. Якийсь час навчався в школі № 349, яка вважалась зразковою. Її часто відвідували тогочасні радянські знаменитості. Через неуспішність та невідповідну поведінку Нікуліна було переведено до іншої школи. Поміж навчанням брав участь у драматичному гуртку.
У 1939 році був призваний до лав Червоної армії, служив у 115-му зенітно-артилерійському полку. Під час Другої світової війни брав участь у бойових діях під Ленінградом, зазнав контузії, після чого продовжив службу у зенітному дивізіоні біля Колпіно. Періодично виконував роль розвідника. Демобілізувався у 1946 році у званні старшого сержанта. Нагороджений медалями: «За оборону Ленінграда», «За перемогу над Німеччиною» та «За відвагу».
Після війни намагався вступити до Всесоюзного державного інституту кінематографії, однак не склав вступні іспити. Згодом розпочав навчання у студії клоунади при Московському цирку на Цвітному бульварі. Дебютував на арені 25 жовтня 1948 року, а з 1949 року став професійним клоуном.
У 1949 році познайомився з Тетяною Покровською, з якою згодом одружився. З 1950 виступав у знаменитому клоунському дуеті з М. І. Шуйдіним. Завдяки роботі в цирку отримав можливість зніматися в кіно. Кінодебют відбувся у 1958 році у фільмі «Дівчина з гітарою». Популярними були його комічні і характерні ролі в кіно («Самогонники», «Пес Барбос і незвичайний крос», «Операція «И» та інші пригоди Шурика», «Кавказька полонянка», «До мене, Мухтаре», «Вони воювали за Батьківщину» та багато інших).
У 1981 році завершив кар'єру циркового артиста і перейшов на адміністративну роботу — став головним режисером цирку на Цвітному бульварі. З 1982 року обіймав посаду директора цього закладу.
У 1993—1997 роках працював на телебаченні як ведучий гумористичної програми «Білий папуга». Останньою значною роллю в кіно у Юрія Нікуліна стала поява у фільмі «Опудало».
Помер 21 серпня 1997 року в Москві внаслідок ускладнень після хвороби серця на 76-му році життя. Прощання з артистом відбулося 25 серпня 1997 року в Московському цирку на Цвітному бульварі. Похований на Новодівичому цвинтарі.

## Галерея

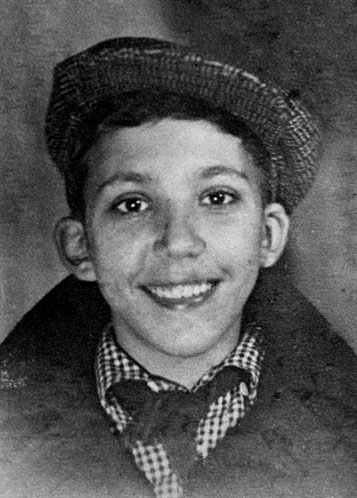
Юрій Нікулін у дитинстві. 1930-ті.
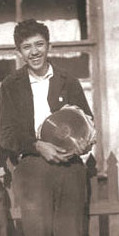
Юрій Нікулін в шкільні роки, 1930-ті.
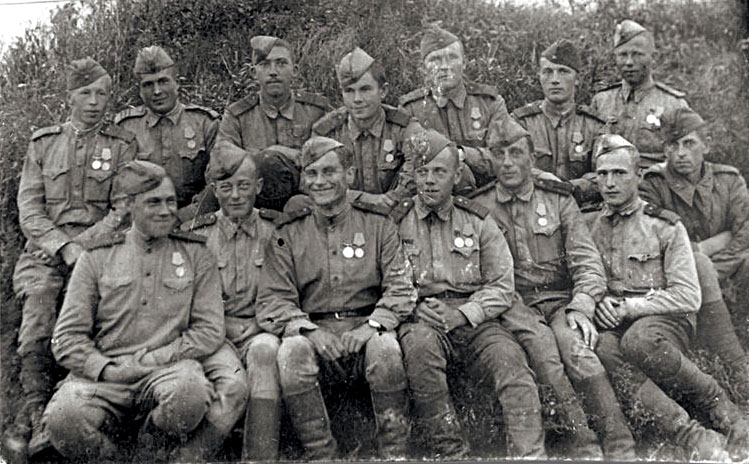
Юрій Нікулін з однополчанами, 1943.
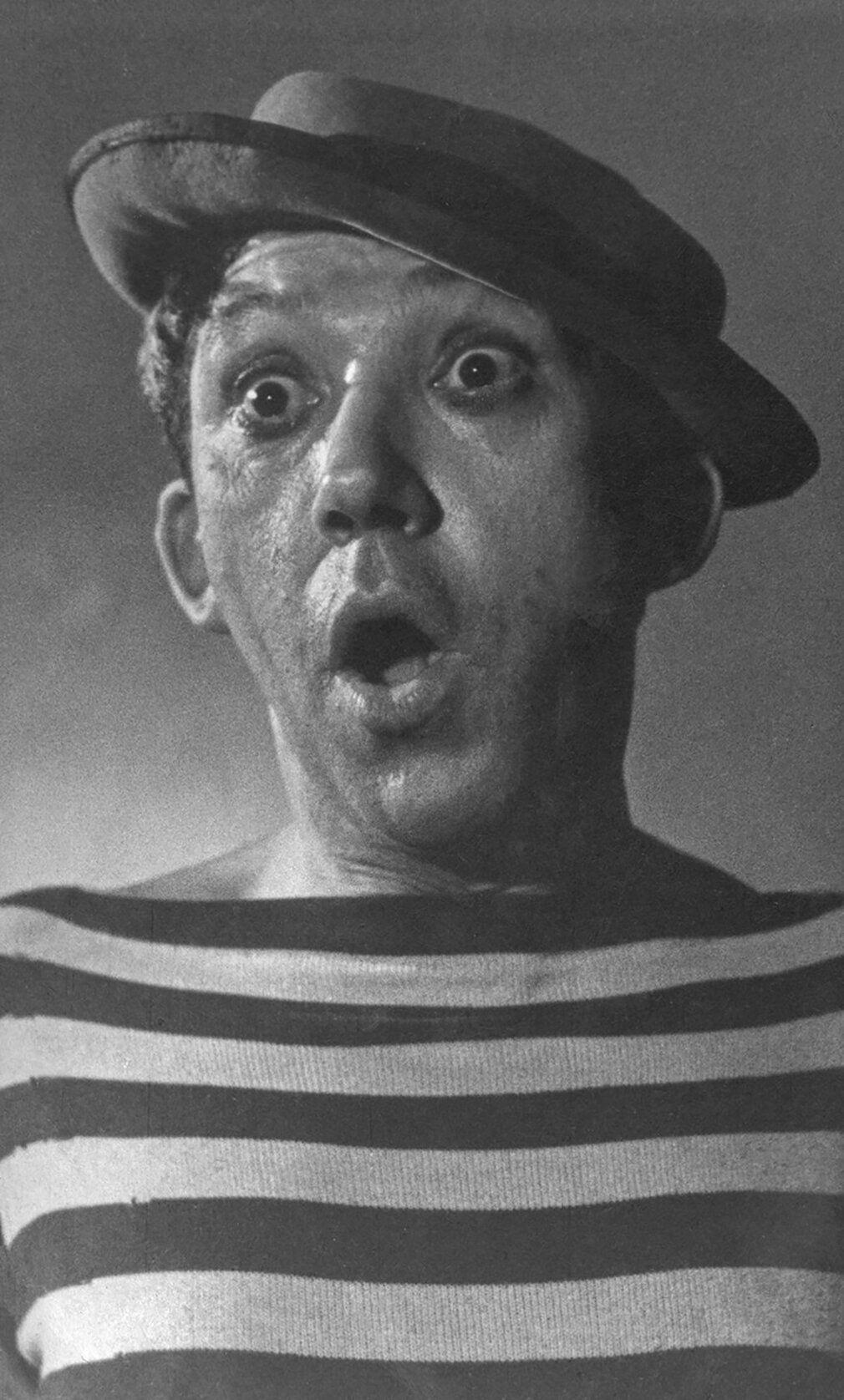
Клоун Юрій Нікулін, 1960-ті.
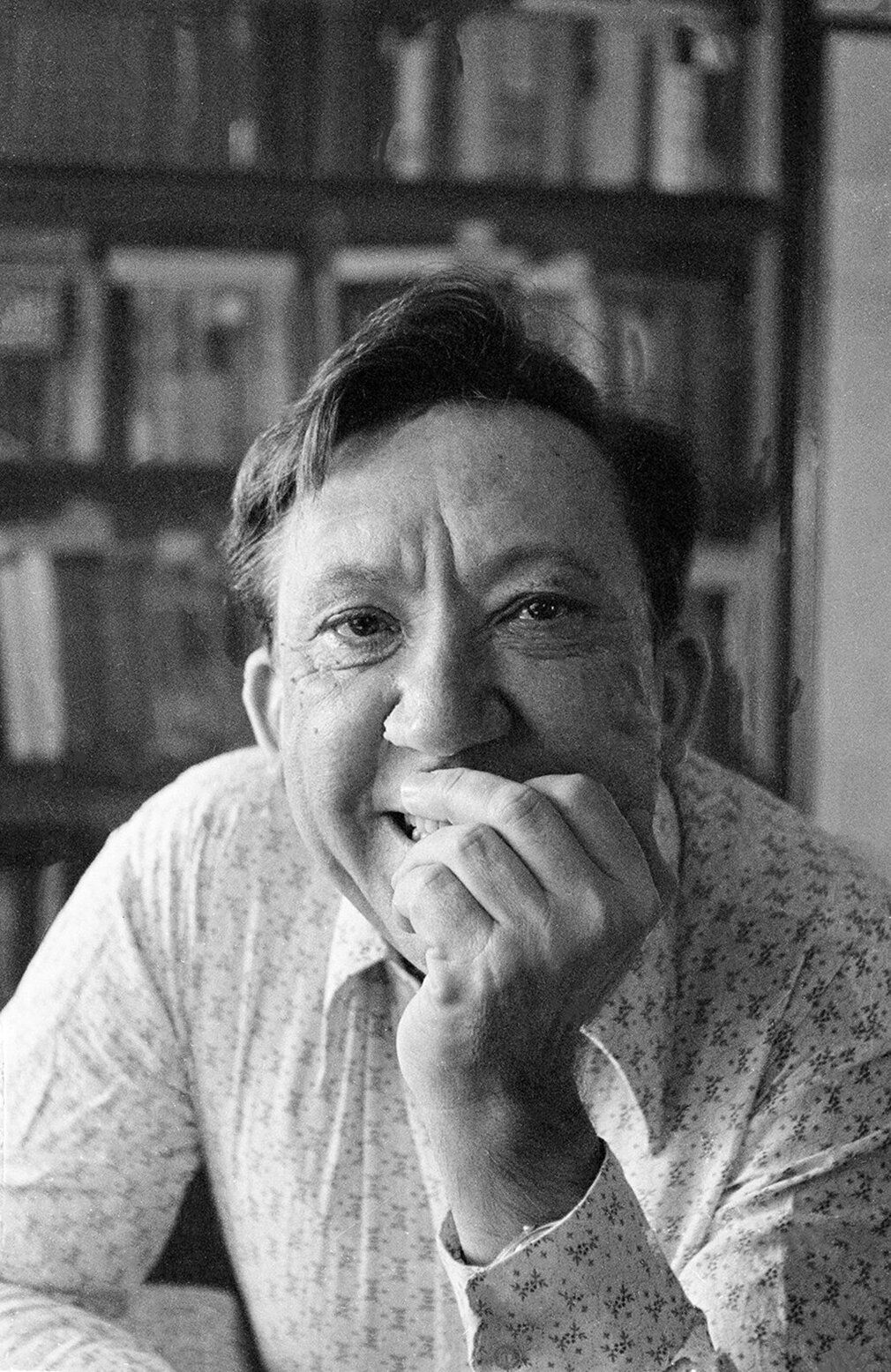
Актор Юрій Нікулін, 1977.
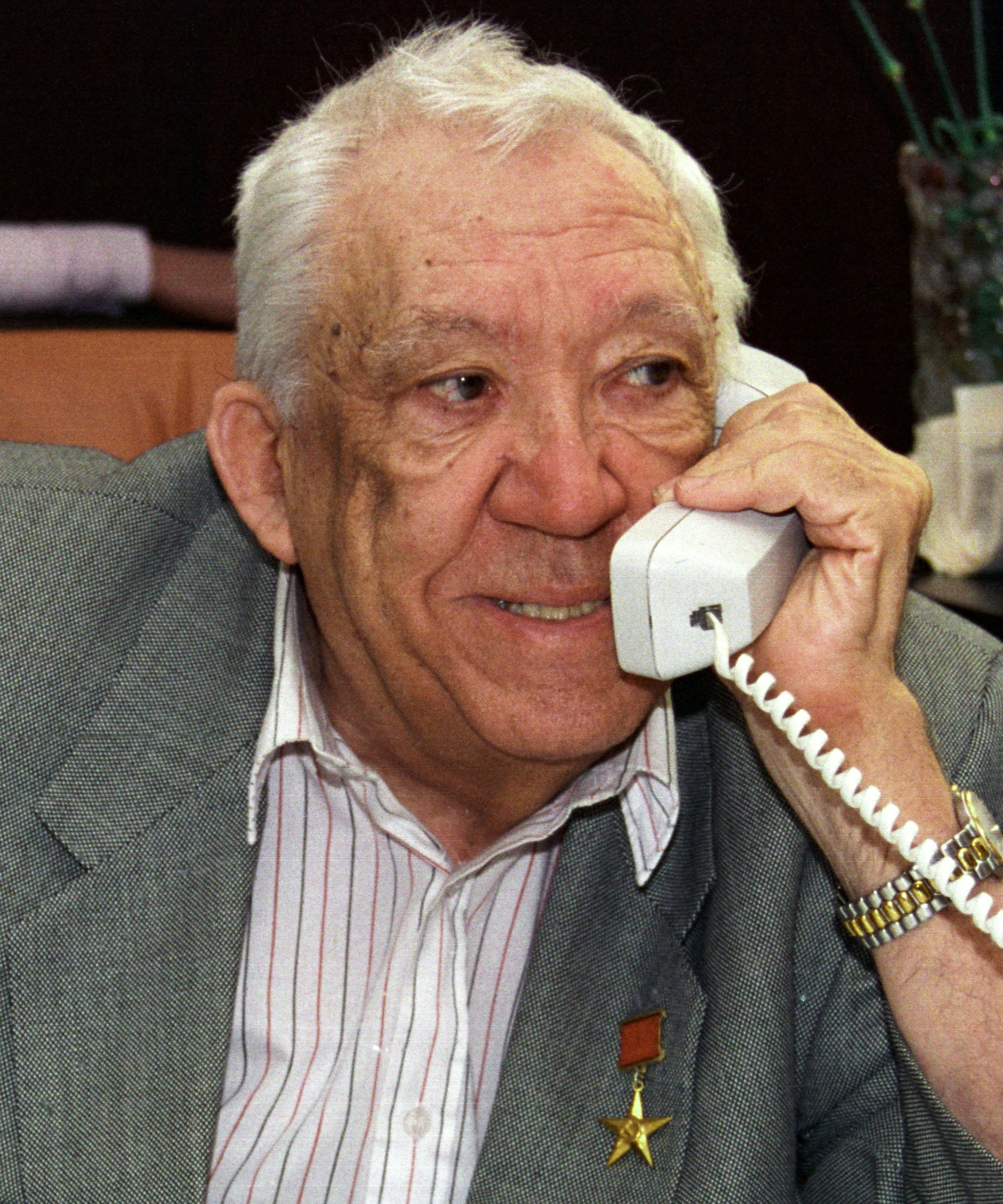
Останнє прижиттєве фото, 1997.

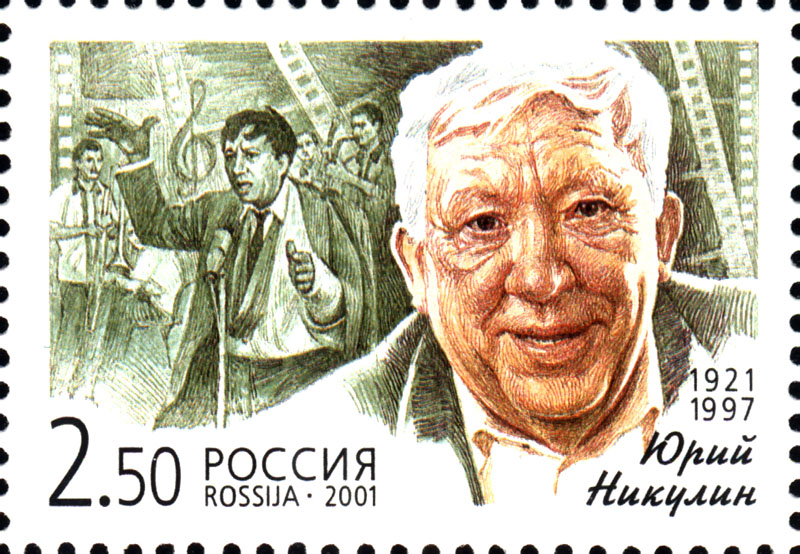
Поштова марка з зображенням Нікуліна

## Фільмографія
| Рік  | Назва фільму (рос.)                           | Роль                                        | Примітки                  |
| ---- | --------------------------------------------- | ------------------------------------------- | ------------------------- |
| 1958 | Дівчина з гітарою                             | піротехнік                                  |                           |
| 1959 | Непіддатливі                                  | Альберт Клячкін                             |                           |
| 1960 | Пес Барбос і незвичайний крос                 | Бовдур                                      |                           |
| 1960 | Мертві душі                                   |                                             |                           |
| 1961 | Іван Рибаков                                  |                                             |                           |
| 1961 | Людина нізвідки                               | старшина міліції                            |                           |
| 1961 | Коли дерева були великими                     | Кузьма Іорданов                             |                           |
| 1961 | Друг мій, Колька!                             | Вася                                        |                           |
| 1961 | Самогонники                                   | Бовдур                                      |                           |
| 1961 | Приборкання норовливої                        | керівник церковного хору хлопчиків          |                           |
| 1962 | Молодо-зелено                                 | шофер Миколай                               |                           |
| 1963 | Без страху і докору                           | клоун в цирку                               |                           |
| 1963 | Ділові люди                                   | крадій                                      |                           |
| 1963 | Великий фітиль                                | Петя-Петушок, злодій-домушник               |                           |
| 1965 | До мене, Мухтаре!                             | Глазичьов                                   |                           |
| 1965 | Операція «И» та інші пригоди Шурика           | Бовдур                                      |                           |
| 1965 | Дайте книгу скарг                             | продавець                                   |                           |
| 1965 | Фантазери                                     |                                             |                           |
| 1965 | Маленький утікач                              | Камео                                       |                           |
| 1966 | Кавказька полонянка, або Нові пригоди Шурика  | Бовдур                                      |                           |
| 1966 | Андрій Рубльов                                | Патрікей                                    |                           |
| 1968 | Діамантова рука                               | Семен Семенович Горбунков                   |                           |
| 1968 | Сім старих та одна дівчина                    | Бовдур                                      |                           |
| 1968 | Новенька                                      |                                             |                           |
| 1970 | Денискині розповіді                           |                                             |                           |
| 1971 | Старики-розбійники                            | М'ячиков                                    |                           |
| 1971 | Телеграма                                     | Федір Федорович                             |                           |
| 1971 | 12 стільців (фільм, 1971)                     | двірник Тихон                               |                           |
| 1972 | Крапка, крапка, кома…                         | папа Альоші                                 |                           |
| 1976 | Пригоди Травки                                | клоун Чічіморі                              |                           |
| 1976 | Вони воювали за Батьківщину                   | Некрасов                                    |                           |
| 1976 | Двадцять днів без війни                       | Лопатін                                     |                           |
| 1976 | Бобик в гостях у Барбоса                      | Бобик — голос                               | мультфільм                |
| 1979 | Тут... недалеко                               | приїжджий                                   |                           |
| 1982 | Не хочу бути дорослим                         | Камео                                       |                           |
| 1983 | Опудало                                       | Миколай Миколайович Бесольцев, дідусь Олени |                           |
| 1991 | Капітан Крокус і Таємниця маленьких змовників |                                             | Вступне та заключне слово |

## Нагороди і звання
- Герой Соціалістичної Праці: 1990
- Заслуженний артист РРФСР: 1963
- Народний артист РРФСР: 1969
- Народний артист СРСР: 1973
- Орден Трудового Червоного Прапора: 1964
- Орден «Знак Пошани»
- Орден Леніна (двічі): 1980, 1990
- Орден Вітчизняної війни ІІ ступеня: 1985
- Медаль «За відвагу»: 1945
- Медаль «За трудову доблесть»: 1958
- Медаль «За оборону Ленінграда» № 4913: 1942
- Медаль «За перемогу над Німеччиною у Великій Вітчизняній війні 1941—1945 рр.»